# Aleksandra Cotti
Aleksandra Cotti, född 13 december 1988 i San Giovanni in Persiceto, är en italiensk vattenpolospelare (centerback) som spelar för Rapallo Pallanuoto. Hon ingick i Italiens damlandslag i vattenpolo vid olympiska sommarspelen 2012.
Cotti gjorde ett mål i den olympiska vattenpoloturneringen 2012 i London där Italien kom på sjunde plats. Vid den tidpunkten var hennes klubblag Pro Recco. Hon spelade även i det italienska landslag som tog silvret vid den olympiska vattenpoloturneringen 2016 i Rio de Janeiro.
Cotti tog EM-guld år 2012 i Eindhoven och ingick i laget som kom på fjärde plats i VM 2011 i Shanghai.